# Svampar
För andra betydelser, se svamp.
Svampar (Fungi) bildar vid sidan om djur, växter och protister ett eget rike bland eukaryoter. Riket omfattar ungefär 150 000 beskrivna arter; det faktiska antalet arter uppskattas till mellan 1,5 miljoner och 6 miljoner. De skiljer sig från växterna genom att de saknar klorofyll och är heterotrofa, och de skiljer sig från djuren genom att de absorberar sin föda snarare än äter den samt att de har cellväggar av kitin och glukaner. Svamparna anses vara monofyletiska, det vill säga att det har funnits en ursprunglig art som alla svampar, och enbart svampar, härstammar från.
Läran om svampar kallas mykologi. Svensken Elias Fries sägs ofta vara den moderna mykologins fader.

## Systematik
Strax under 150 000 svamparter har hittills beskrivits av vetenskapen. Tidigare har riket uppskattats innehålla runt 1,5 miljoner arter, och en studie genomförd 2011 föreslog att det kan finnas över 5 miljoner arter. De livsformer som tidigare även kallades "äkta svampar" eller "högre svampar" (Eumycota) underdelas i följande fem avdelningar:
- Gisselsvampar (Chytridiomycota): Dessa är mestadels encelliga svampar. Eftersom många har flagellerade sporstadier anses chytridiomyceterna som en mycket ursprunglig form av svamparna (Fungi).

- Kopplingssvampar (Zygomycota): De skiljer sig från de andra svamparna genom bildandet av de okartade broarna mellan kompatibla hyfer under den sexuella fortplantningen. Cellväggarna innehåller kitin-kitosan. Kopplingssvamparna troddes inte bilda en fylogenisk monofyletisk grupp, vilket numera är konstaterat att de gör.[7]

- Sporsäcksvampar (även "säcksvampar", Ascomycota): Cellerna är avskilda genom tvärväggar (septa) med enkel spor och innehåller oftast endast en cellkärna. De könliga sporerna bildas i karakteristiska säckar, sporsäckar. Exempel är jästsvampar och penselmögel. Det finns en rad arter hos vilka makroskopiska fruktkroppar uppträder och som man därför betecknar som storsvampar, exempelvis murklor och skålsvampar.

- Basidiesvampar (Basidiomycota): Cellerna är likaså avskilda genom septa (oftast med en uppsvälld så kallad dolipor samt parenthesomer, kringliggande strukturer genom vilka passage av organeller kan regleras) och innehåller oftast talrika olika cellkärnor. De könliga sporerna bildas i basidier. De flesta svampar med synliga fruktkroppar (storsvampar)  räknas hit, till exempel kantareller. Mycelet kan i extremfall bli flera tusen år gammalt, som hos släktet Armillaria.

- Arbuskulära mykorrhizasvampar (Glomeromycota): De arbuskulära mykorrhizasvamparna utbildar en typisk endomykorrhiza, hos vilken trädartade membranutskott, arbusklar, växer i det inre av växtliga rotceller och på detta sätt etablerar ett symbiotiskt förhållande.

De grupper som tidigare betecknades som "lägre svampar", exempelvis slemsvampar och svampliknande protister som Oomycota eller Hypochytriomycota räknas idag inte längre till svamparna (Fungi).
Tidigare inräknades alltså även:
- Slemsvampar (myxomyceter)
- Oomyceter och andra alggrupper

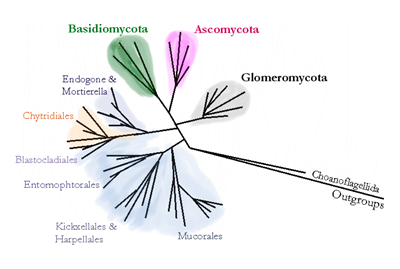
Svamparnas släktträd.

Tekniska framsteg i den molekylära genetiken och användningen av datorunderstödda analysmetoder har möjliggjort att detaljerade och även säkra utsagor kan göras om de ovan anförda svamptaxas systematiska förhållanden till varandra. Vissa släktskaper, som tidigare förmodades på grund av morfologiska, anatomiska och fysiologiska skillnader eller gemensamheter, har genom dessa tekniker blivit bekräftade. 
Gisselsvamparna har enligt detta mycket tidigt avskilt sig från de andra svamparna och bevarat många ursprungliga kännetecken som flagellsporer. Kopplingssvamparna representerar däremot mycket sannolikt ingen enhetlig släktskapsgrupp, utan en polyfyletisk grupp av skilda härstamningslinjer. Släktet Amoebidium, som tidigare räknades till dem, tillhör enligt nyare forskning inte ens svamparna. Även de arbuskulära mykorrhizasvamparna, som ursprungligen hänfördes till kopplingssvamparna, anses nu som en självständig släktskapsgrupp, som idag oftast höjs till ställning av egen avdelning. De anses då som evolutionär systergrupp till ett taxon av sporsäcksvampar och basidsvampar, som man betecknar som Dikaryomycota.
Många svamparter har förlorat sin förmåga till sexuell förökning. De arter som preliminärt inte kan entydigt inordnas i någon av de ovan nämnda grupperna, hänförs provisoriskt till imperfekta svampar (Deuteromycota); denna är dock endast en provisorisk och konstgjord formtaxon.
Svamparna räknades länge till växterna, men anses nu på grund av genetiska egenskaper vara väsentligt närmare besläktade med djuren. Denna släktskap till djuren syns bland annat i att svamparna liksom djuren lagrar sin energi i glykogen, till skillnad från växterna som lagrar energin som cellulosa. Svampar förekommer som encelliga, till exempel jästsvamp, och som flercelliga organismer, till exempel stensopp. Svamparna skiljer sig från växterna genom sitt heterotrofa (nedbrytande) levnadssätt, genom att de klarar sig utan pigmentet klorofyll och de flesta även genom förekomsten av kitin i cellväggen. Från djuren skiljer de sig bland annat genom att de har en cellvägg. 
Det är dock viktigt att notera att klassifikationen av svamp ännu är mycket långt ifrån färdigställd; nya grupper beskrivs regelbundet, och gamla sanningar omprövas och förfinas ständigt, inte minst tack vare metoder baserade på DNA-sekvensering. Ovan nämnda grupper är aningen traditionella (om än mycket praktiska) och inte helt överensstämmande med de senaste rönen. En ny, formaliserad klassifikation av svamparna publicerades under 2007 (Hibbett et al 2007 nedan).

## Svamparnas uppbyggnad
Svampar kan se ut på många olika sätt. I dagligt tal förknippas ordet ofta med hattsvampar, som består av ett mycel under jorden samt fot och hatt ovanför. Det mesta av det vi i dagligt tal kallar "svampar" är hattsvampar, här ingår de flesta matsvamparna. Flera släkten svampar kallas även fingersvampar efter sitt utseende.
Svamparnas storleksspektrum sträcker sig från mikroskopiskt små arter till de lätt igenkännliga storsvamparna. Mycelet hos ett exemplar av Mörkfjällig honungsskivling i  Malheur National Forest (USA) är med en utsträckning på över 8,9 km² och en uppskattad ålder av minst 2 400 år världens största svampkoloni. Om kolonin betraktas som en enda organism så är det storleksmässigt den största organismen på jorden.

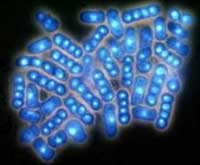
Jästceller under delning.

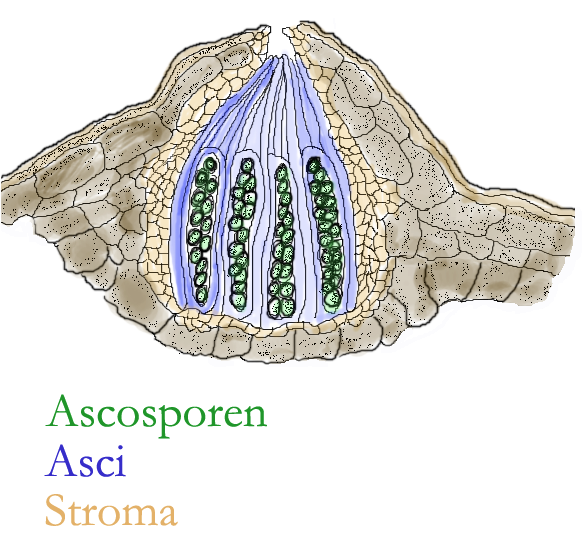
Snitt genom ett peritekium.

Svampar finns i två skilda former: som hyfnät eller som encelliga (jästsvampar). Jäst är encelliga stadier, som förökar sig huvudsakligen asexuellt genom bildning av blastokonidiosporer eller genom knoppning.
Liksom alla andra eukaryoter har svampar i sina celler minst en äkta cellkärna och ett cellskelett. Förökningen och utbredningen sker sexuellt och asexuellt genom flera olika slags sporer eller vegetativt genom utbredning (inklusive fragmentering) av de ofta stora och långlivade mycelen. Svampar är heterotrofa och livnär sig mestadels genom utsöndring av enzymer i den omedelbara omgivningen, varigenom polymerer och vattenolösliga näringsämnen blir upplösta och kan upptas i cellerna.
Hyferna bildar i substratet ett mikroskopiskt nätverk, som benämns mycel. Detta tar upp näringsämnen från omgivningen. Hyferna består av enskilda hyfceller, som är åtskilda från varandra genom septa. Septa (skiljeväggarna) innehåller porer, som möjliggör ett utbyte av cytoplasma. Svampen föreligger i sin vegetativa fas antingen som mycel eller skottceller; den lever i substratet, till exempel marken, trädet eller växtvävnaden. Storsvamparnas olika fruktkroppar är det tydligaste yttre kännemärket; om de är hatt-, klubb-, knöl- eller skorpformiga, består de av ihopflätade hyfer, som bildar en "skenvävnad" (plektenkym). Mångcelliga hyfaggregationer benämns även thalli. Fruktkropparna utgör ändå bara en liten del av den totala svamporganismen. De är till för förökningen och bildar sporer genom meios. Sporerna bildas hos många svampar i särskilda fruktskikt i fruktkropparna (hymenier). Hos hattsvampar befinner sig fruktskiktet under hatten; det kan bestå av lister, lameller eller rör. Hos många sporsäcksvampar befinner sig hymeniet strax under ovansidan av fruktkropparna, i små kammare (perithecier), som ser ut som kvisslor.
I hyfernas cellväggar förekommer som byggmaterial kitin, hemicellulosa, lipider, proteiner och andra ämnen. Hyferna kan också förändras kraftigt och specialisera sig; så utbildar till exempel växtparasitiska svampar ofta haustorier. Dessa tränger in i växtceller, för att där uppta näringsämnen. Vissa marklevande, köttätande svampar utbildar till och med snarfällor för små trådmaskar, nematoder, med sina hyfer. När en nematod kryper igenom snaran hålls den fast genom att snarhyfernas hyfdiameter snabbt förstoras och snaröppningen snabbt förminskas. En annan variant av vegetativa hyfer är substrat- eller lufthyferna. Flera knippen av hyfer lägger sig parallellt med varandra och bildar makroskopiskt synliga hyfsträngar (synnemata), ur vilka efter miljöförändring antingen överlevnadsorgan (sklerotier, klamydosporer) eller asexuellt frambringade sporer kan uppstå (konidiosporer). 
Den förmodligen ursprungligaste formen av svampar, gisselsvamparna  (Chytridiomycota) bildar inte hyfer, utan en odifferentierad thallus. Hos många gisselsvamp-arter förekommer under deras livscykel flagellstadier, vilket tyder på ett gemensamt ursprung för djur och svampar.

### Reproduktion
Steg i vissa svampars reproduktion:
- Teleomorf är ett sexuellt reproduktionssteg i livscykeln hos svampar i divisionerna Ascomycota och Basidiomycota, typiskt en fruktkropp.
- Anamorf är ett asexuellt reproduktionssteg (morf) i livscykeln hos svampar i divisionerna Ascomycota och Basidiomycota, oftast mögelliknande. När en svamp producerar flera morfologiskt skilda anamorfer kallas de synanamorfer.

Tidigare kunde anamorfen och teleomorfen av samma svamp ges olika namn, men sedan 2013 ska alla svampar bara ha ett namn.

## Stamhistoria
|  | Växter    |
|  |           |
|  | Chromista |
|  |           |

|  | Djur      |
|  |           |
|  | Choanozoa |
|  |           |

|  | Gisselsvampar         |
|  |                       |
|  | Neocallimastigomycota |
|  |                       |

|  | Sporsäcksvampar |
|  |                 |
|  | Basidiesvampar  |
|  |                 |

|  | Gisselsvampar         |
|  |                       |
|  | Neocallimastigomycota |
|  |                       |

|  | Sporsäcksvampar |
|  |                 |
|  | Basidiesvampar  |
|  |                 |

|  | Gisselsvampar         |
|  |                       |
|  | Neocallimastigomycota |
|  |                       |

|  | Sporsäcksvampar |
|  |                 |
|  | Basidiesvampar  |
|  |                 |

|  | Gisselsvampar         |
|  |                       |
|  | Neocallimastigomycota |
|  |                       |

|  | Sporsäcksvampar |
|  |                 |
|  | Basidiesvampar  |
|  |                 |

|  | Djur      |
|  |           |
|  | Choanozoa |
|  |           |

|  | Gisselsvampar         |
|  |                       |
|  | Neocallimastigomycota |
|  |                       |

|  | Sporsäcksvampar |
|  |                 |
|  | Basidiesvampar  |
|  |                 |

|  | Gisselsvampar         |
|  |                       |
|  | Neocallimastigomycota |
|  |                       |

|  | Sporsäcksvampar |
|  |                 |
|  | Basidiesvampar  |
|  |                 |

|  | Gisselsvampar         |
|  |                       |
|  | Neocallimastigomycota |
|  |                       |

|  | Sporsäcksvampar |
|  |                 |
|  | Basidiesvampar  |
|  |                 |

|  | Gisselsvampar         |
|  |                       |
|  | Neocallimastigomycota |
|  |                       |

|  | Sporsäcksvampar |
|  |                 |
|  | Basidiesvampar  |
|  |                 |

|  | Djur      |
|  |           |
|  | Choanozoa |
|  |           |

|  | Gisselsvampar         |
|  |                       |
|  | Neocallimastigomycota |
|  |                       |

|  | Sporsäcksvampar |
|  |                 |
|  | Basidiesvampar  |
|  |                 |

|  | Gisselsvampar         |
|  |                       |
|  | Neocallimastigomycota |
|  |                       |

|  | Sporsäcksvampar |
|  |                 |
|  | Basidiesvampar  |
|  |                 |

|  | Gisselsvampar         |
|  |                       |
|  | Neocallimastigomycota |
|  |                       |

|  | Sporsäcksvampar |
|  |                 |
|  | Basidiesvampar  |
|  |                 |

|  | Gisselsvampar         |
|  |                       |
|  | Neocallimastigomycota |
|  |                       |

|  | Sporsäcksvampar |
|  |                 |
|  | Basidiesvampar  |
|  |                 |

|  | Djur      |
|  |           |
|  | Choanozoa |
|  |           |

|  | Gisselsvampar         |
|  |                       |
|  | Neocallimastigomycota |
|  |                       |

|  | Sporsäcksvampar |
|  |                 |
|  | Basidiesvampar  |
|  |                 |

|  | Gisselsvampar         |
|  |                       |
|  | Neocallimastigomycota |
|  |                       |

|  | Sporsäcksvampar |
|  |                 |
|  | Basidiesvampar  |
|  |                 |

|  | Gisselsvampar         |
|  |                       |
|  | Neocallimastigomycota |
|  |                       |

|  | Sporsäcksvampar |
|  |                 |
|  | Basidiesvampar  |
|  |                 |

|  | Gisselsvampar         |
|  |                       |
|  | Neocallimastigomycota |
|  |                       |

|  | Sporsäcksvampar |
|  |                 |
|  | Basidiesvampar  |
|  |                 |

|  | Växter    |
|  |           |
|  | Chromista |
|  |           |

|  | Djur      |
|  |           |
|  | Choanozoa |
|  |           |

|  | Gisselsvampar         |
|  |                       |
|  | Neocallimastigomycota |
|  |                       |

|  | Sporsäcksvampar |
|  |                 |
|  | Basidiesvampar  |
|  |                 |

|  | Gisselsvampar         |
|  |                       |
|  | Neocallimastigomycota |
|  |                       |

|  | Sporsäcksvampar |
|  |                 |
|  | Basidiesvampar  |
|  |                 |

|  | Gisselsvampar         |
|  |                       |
|  | Neocallimastigomycota |
|  |                       |

|  | Sporsäcksvampar |
|  |                 |
|  | Basidiesvampar  |
|  |                 |

|  | Gisselsvampar         |
|  |                       |
|  | Neocallimastigomycota |
|  |                       |

|  | Sporsäcksvampar |
|  |                 |
|  | Basidiesvampar  |
|  |                 |

|  | Djur      |
|  |           |
|  | Choanozoa |
|  |           |

|  | Gisselsvampar         |
|  |                       |
|  | Neocallimastigomycota |
|  |                       |

|  | Sporsäcksvampar |
|  |                 |
|  | Basidiesvampar  |
|  |                 |

|  | Gisselsvampar         |
|  |                       |
|  | Neocallimastigomycota |
|  |                       |

|  | Sporsäcksvampar |
|  |                 |
|  | Basidiesvampar  |
|  |                 |

|  | Gisselsvampar         |
|  |                       |
|  | Neocallimastigomycota |
|  |                       |

|  | Sporsäcksvampar |
|  |                 |
|  | Basidiesvampar  |
|  |                 |

|  | Gisselsvampar         |
|  |                       |
|  | Neocallimastigomycota |
|  |                       |

|  | Sporsäcksvampar |
|  |                 |
|  | Basidiesvampar  |
|  |                 |

|  | Djur      |
|  |           |
|  | Choanozoa |
|  |           |

|  | Gisselsvampar         |
|  |                       |
|  | Neocallimastigomycota |
|  |                       |

|  | Sporsäcksvampar |
|  |                 |
|  | Basidiesvampar  |
|  |                 |

|  | Gisselsvampar         |
|  |                       |
|  | Neocallimastigomycota |
|  |                       |

|  | Sporsäcksvampar |
|  |                 |
|  | Basidiesvampar  |
|  |                 |

|  | Gisselsvampar         |
|  |                       |
|  | Neocallimastigomycota |
|  |                       |

|  | Sporsäcksvampar |
|  |                 |
|  | Basidiesvampar  |
|  |                 |

|  | Gisselsvampar         |
|  |                       |
|  | Neocallimastigomycota |
|  |                       |

|  | Sporsäcksvampar |
|  |                 |
|  | Basidiesvampar  |
|  |                 |

|  | Djur      |
|  |           |
|  | Choanozoa |
|  |           |

|  | Gisselsvampar         |
|  |                       |
|  | Neocallimastigomycota |
|  |                       |

|  | Sporsäcksvampar |
|  |                 |
|  | Basidiesvampar  |
|  |                 |

|  | Gisselsvampar         |
|  |                       |
|  | Neocallimastigomycota |
|  |                       |

|  | Sporsäcksvampar |
|  |                 |
|  | Basidiesvampar  |
|  |                 |

|  | Gisselsvampar         |
|  |                       |
|  | Neocallimastigomycota |
|  |                       |

|  | Sporsäcksvampar |
|  |                 |
|  | Basidiesvampar  |
|  |                 |

|  | Gisselsvampar         |
|  |                       |
|  | Neocallimastigomycota |
|  |                       |

|  | Sporsäcksvampar |
|  |                 |
|  | Basidiesvampar  |
|  |                 |

De närmaste släktingarna till svamparna är djuren (Animalia), varvid detta begrepp måste tolkas i vid mening och även omfattar de encelliga Mesomycetozoa, som ibland räknas till protisterna. Om även de encelliga mikrosporidierna (Microsporidia, även benämnda Microspora) ska räknas till svamparna, är ännu oklart. Det gemensamma taxonet för svampar och djur heter Opisthokonta:
Som gemensam förfader till djur och svampar kan man anta en gisselförsedd encellig organism (flagellat), som biologiskt liknade såväl de nuvarande gisselsvamparna som choanoflagellater.

### Fossil
Förmodligen existerade svampar redan för 900 till 1 200 miljoner år sedan. Ett fynd ur 850 miljoner år gammal skiffer i Kanada tolkas ibland som svampfossil. Föregivna äldre fynd från Kina och Australien med en ålder av 1,5 miljarder år måste dock först bekräftas som svampar.
De första allmänt oomstridda svampfynden stammar från den geologiska tidsåldern ordovicium och kan kanske inordnas bland de arbuskulära mykorrhizasvamparna. Växternas framgångsrika landstigning skulle utan "svampsymbioser" förmodligen inte ha varit möjlig.

## Kulturhistoria

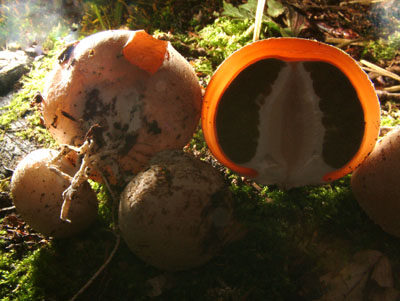
Häxägg av stinksvamp (Phallus impudicus)

Den grekiske läkaren Pedanius Dioskorides skrev redan under första århundradet efter Kristus i sin lärobok om att det fanns två sorters svampar:
"De ena är lämpliga att äta, men de andra ett dödligt gift."
Dioskorides förmodade att en svamps giftighet hängde samman med dess växtplats. Svampar som växer under rostiga spikar eller järn eller "osunt kläde", bredvid ormhålor eller bredvid träd som bär giftiga frukter, var alla giftiga. Han kände redan då till matsvamparnas svåra smältbarhet och skrev om detta att människor vid överdriven förtäring av svampar skulle "kvävas och storkna". Också Adamus Lonicerus skrev i sin kryddbok på 1500-talet om svamparna, att "alla svampars natur är att plåga". De skulle ha en "kall, flegmatisk, fuktig och rå natur." Fram till nyare tid förklarades svampars uppkomst med "miasmer"; svamparna uppstod på grund av dåliga utdunstningar ur jorden eller andra osunda substrat. Många trodde också förr i tiden fortfarande på självalstring (generatio spontanea), därför att man inte kunde urskilja några frön hos svamparna. Adamus Lonicerus skrev också att bestämda svampar var "gudabarnens svampar", då de växte utan frön, och därav benämndes de av poeterna Gygenais, det vill säga terra nati, jordens barn.
Fenomen som häxringar eller det nattliga gröna skenet från mycelet hos  Armillaria har bidragit till den olycksbådande bild av svampar som förr under lång tid fanns hos allmänheten, eftersom människorna då inte kunde förklara detta.
När Linné delade in växter, djur och svampar i endast två riken, räknades svampar till maskarna, alltså djurriket. Detta berodde på att han inte förstod sig på dem.

## Ekologi

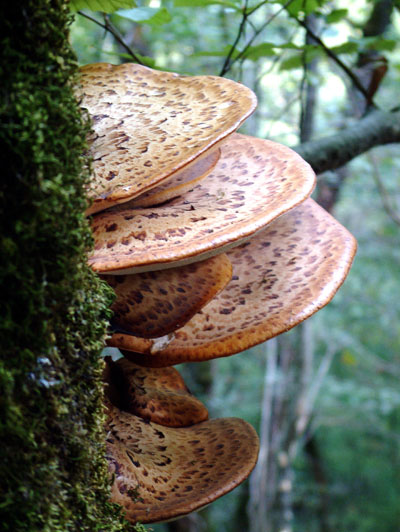
Fjällticka (Polyporus squamosus).

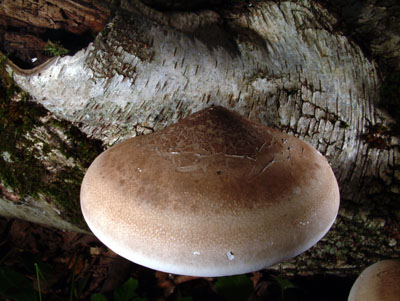
Björkticka (Piptoporus betulinus).

Svampar bildar vid sidan av växter och djur det tredje riket av flercelliga eukaryoter. Deras ekologiska betydelse är ungefär lika stor som växternas eller djurens.

### Svampar som nedbrytare

En persikas nedbrytning

Alla svampar är för sin metabolism hänvisade till de organiska ämnen som bildats av andra organismer (heterotrofi). De bildar den viktigaste gruppen av de organismer som deltar i nedbrytning av organiska ämnen (döda organismer, exkrementer, detritus) och räknas därmed tillsammans med bakterierna som de mest betydelsefulla nedbrytarna. Det är nästan bara svampar som kan klyva och utnyttja lignin, komplexa förbindningar i förvedade cellväggar hos växter. Även nedbrytning av cellulosa, hemicellulosa och keratin görs framförallt av svampar. Tillsammans med bakterier och animaliska småorganismer bildar de humus av organiskt avfall.

### Mykorrhiza
Man antar att omkring 80 procent av alla växter gynnas i sin tillväxt genom närvaron av svampar i marken. Ofta är växternas rötter omgivna av en mantel av svamptrådar (svamphyfer), en mycelmantel. Denna sorts  symbios mellan svamp och växt kallas  mykorrhiza (svamprot). Vid mykorrhiza är trädrötterna tätt omslingrade av svampens hyfer. Ett symbiotiskt ämnesutbyte äger rum; trädet producerar kolhydrater och avger dessa till svampen, som livnär sig av detta, och trädet får mer vatten och mineralämnen genom svampnätverket med dess mycket stora yta. Träd och svamp drar alltså båda nytta av denna symbios; det handlar om en mutualism. Mykorrhiza iakttogs första gången 1885 av Albert Bernhard Frank hos skogsträd. Även många orkidéer lever i symbios med svampar och är för groendet av sina frön under naturliga betingelser obligatoriskt hänvisade till sina symbiospartner.

### Lavar

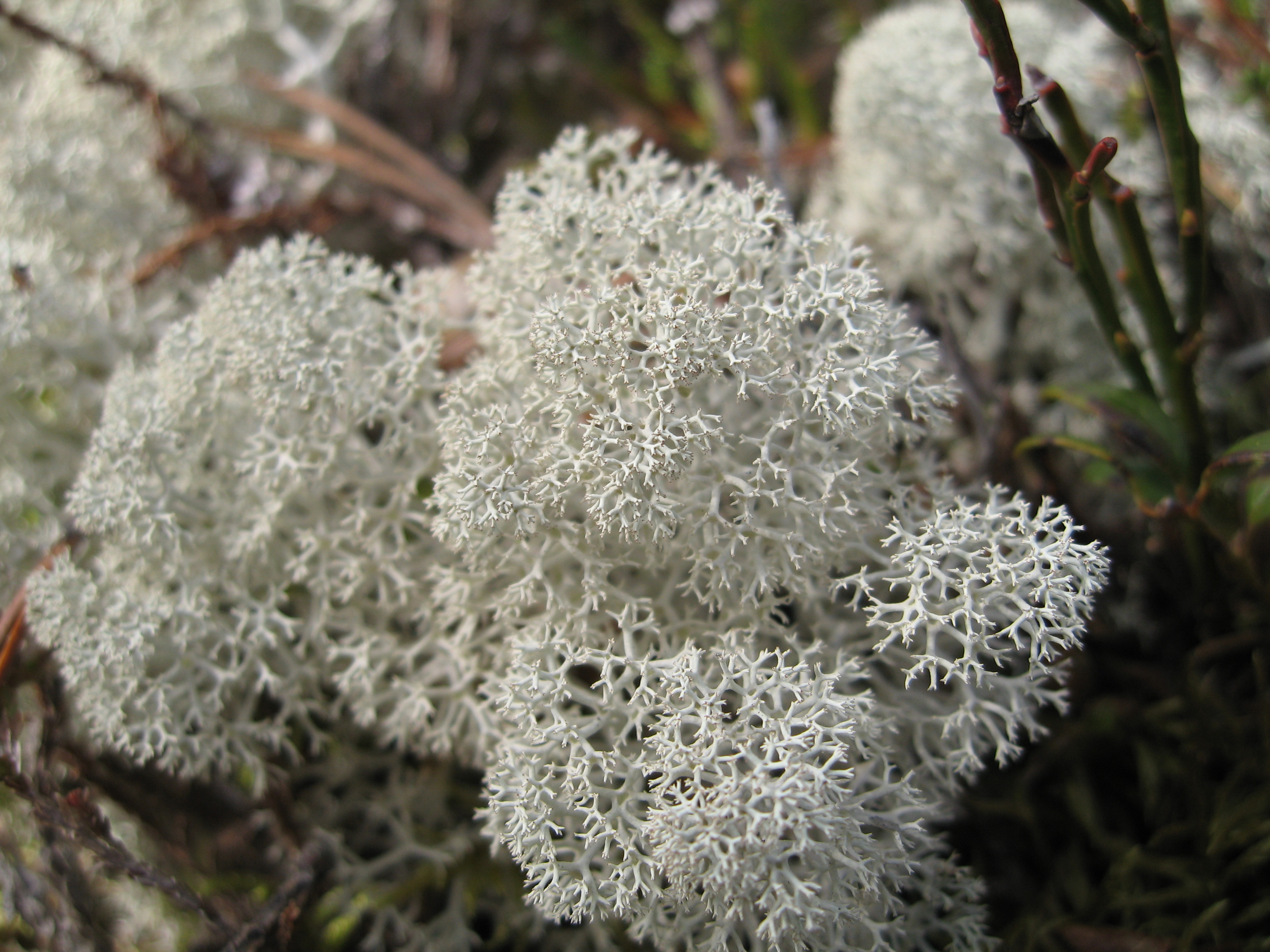
Fönsterlav

En lav är en dubbelorganism som består av en svamp (oftast sporsäckssvamp) som mellan hyferna har algceller (vanligen grönalger eller gulgrönalger) eller hos 10% av lavarna cyanobakterier. För att den lavbildande svampen ska kunna växa krävs att den träffar på rätt algkomponent, men under en övergångsperiod kan svampkompenten klara sig med "fel" alg. Vissa lavar har både alger och cyanobakterier.  En lavs namn är alltid svampens namn. Svampkomponenten får organisk näring (sockeralkoholer) från algkomponenten, medan denna får en skyddad miljö och lämplig fuktighet av svampen. Förhållandet mellan svamp och alg ses ofta som mutualism, men ibland som parasitism eftersom algen ibland kan växa snabbare som frilevande. Svampkomponenten, däremot, kan i regel aldrig leva utan algkomponenten. Vidare kan svampen penetrera algkomponenten (ej cyanobakterier) med samma typ av organ, haustorier, som finns hos svampar som lever som växtparasiter. Lavar har uppstått många gånger oberoende av varandra i olika utvecklingslinjer bland svamparna. Denna process kallas lichenisering. Hälften av världens sporsäckssvampar lever obligat som lavar.

### Svampar som växtskadegörare
Många svamparter använder inte bara dött, utan även levande material och blir därför skadegörare mot ekonomiskt viktiga nyttoväxter. Som sådana kan de framkalla svåra växtsjukdomar. Svampsjukdomar hos växter kan utan förebyggande åtgärder eller bekämpning leda till missväxt eller att växten dör. 
Viktiga exempel är de vitt utbredda svampsjukdomarna hos kastanjer och almar. Ekonomiskt viktiga växtsjukdomar är majssot (orsakad av Ustilago maydis), stinksot hos vete, mjöldryga hos råg, Verticillium hos flera kulturväxter, äppelskorv (Venturia), päronrost (Gymnosporangium sabinae), fruktträdskräfta (Nectria galligena) och äkta mjöldagg (Erisyphaceae). Förutom dessa finns cirka 10 000 fler svampsjukdomar hos växter. Till växtskadegörarna hör även många arter av tickor.

## Användningsområden
Människor använder svampar på många sätt, till exempel som matsvamp eller som biofermenter vid framställning av alkohol, citronsyra eller C-vitamin. Även i den mänskliga kulturen och tekniken spelar svampar en viktig roll. 
Svampar är dock även sjukdomsframkallare och kan framkalla talrika svampsjukdomar hos människor. 
Svamparna har stor ekonomisk betydelse, både direkt och indirekt. I direkt, och positiv, bemärkelse gäller detta till exempel olika former av jästsvampar (bröd, öl, vin, sake etc.) men även matsvampar och med dessa förknippad svampodling. Av stor ekonomisk betydelse har även svampar i rollen som parasiter och skadeorganismer på växter och i mindre utsträckning djur, samt inom medicinen (där viktiga ämnesklasser som penicillin och cyklosporin upptäcktes hos svampar). Andra svampar bildar mykorrhiza och utgör därmed en av förutsättningarna för ett effektivt växtliv och därmed jordbruk. Svamparna är vidare de huvudsakliga nedbrytarna av dött växtmaterial och i viss utsträckning döda djur, och står därmed för en stor del av cirkulationen av näringsämnen och energi i naturen - detta har givetvis allomfattande men mycket indirekta ekonomiska konsekvenser.

### Mat- och giftsvamp

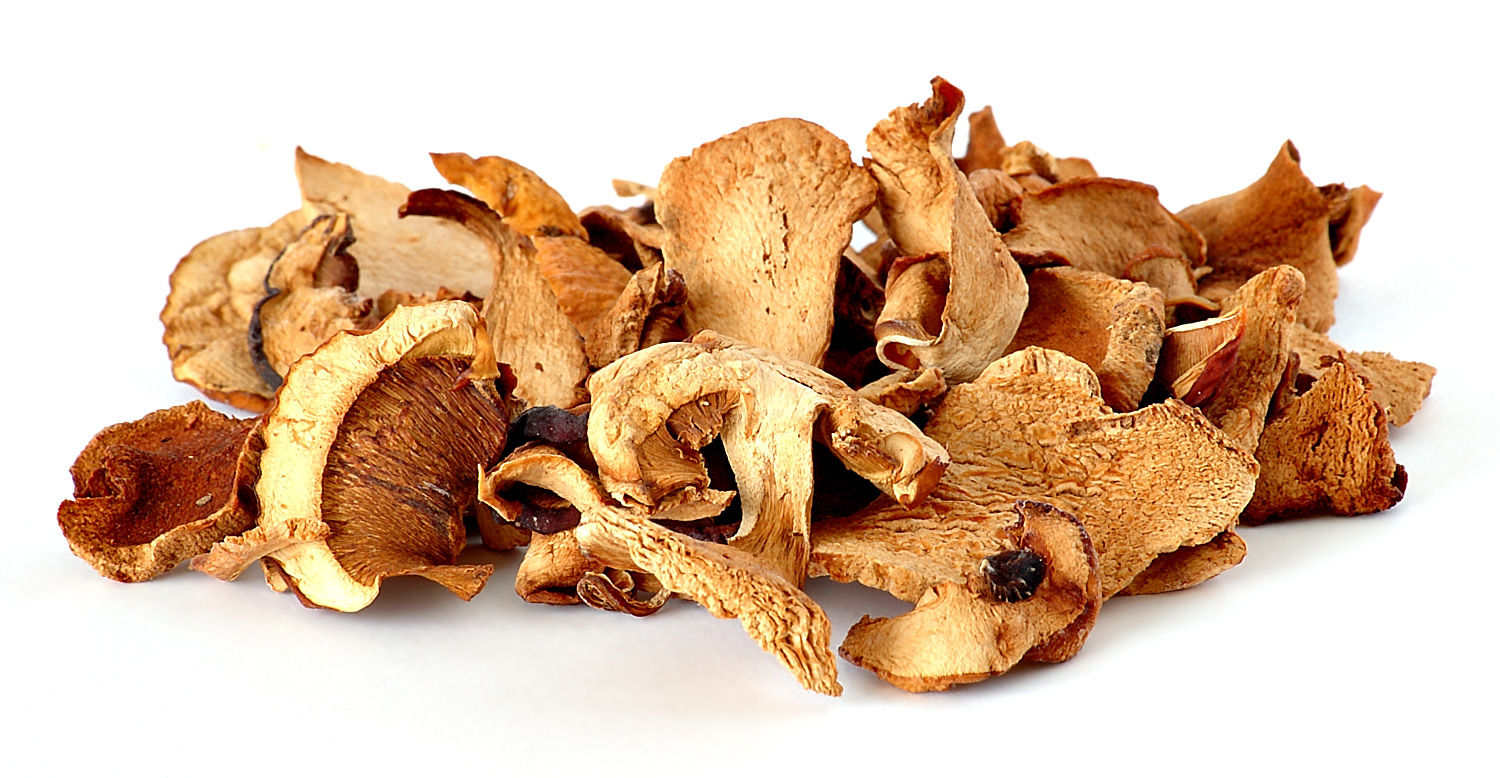
Torkade svampar

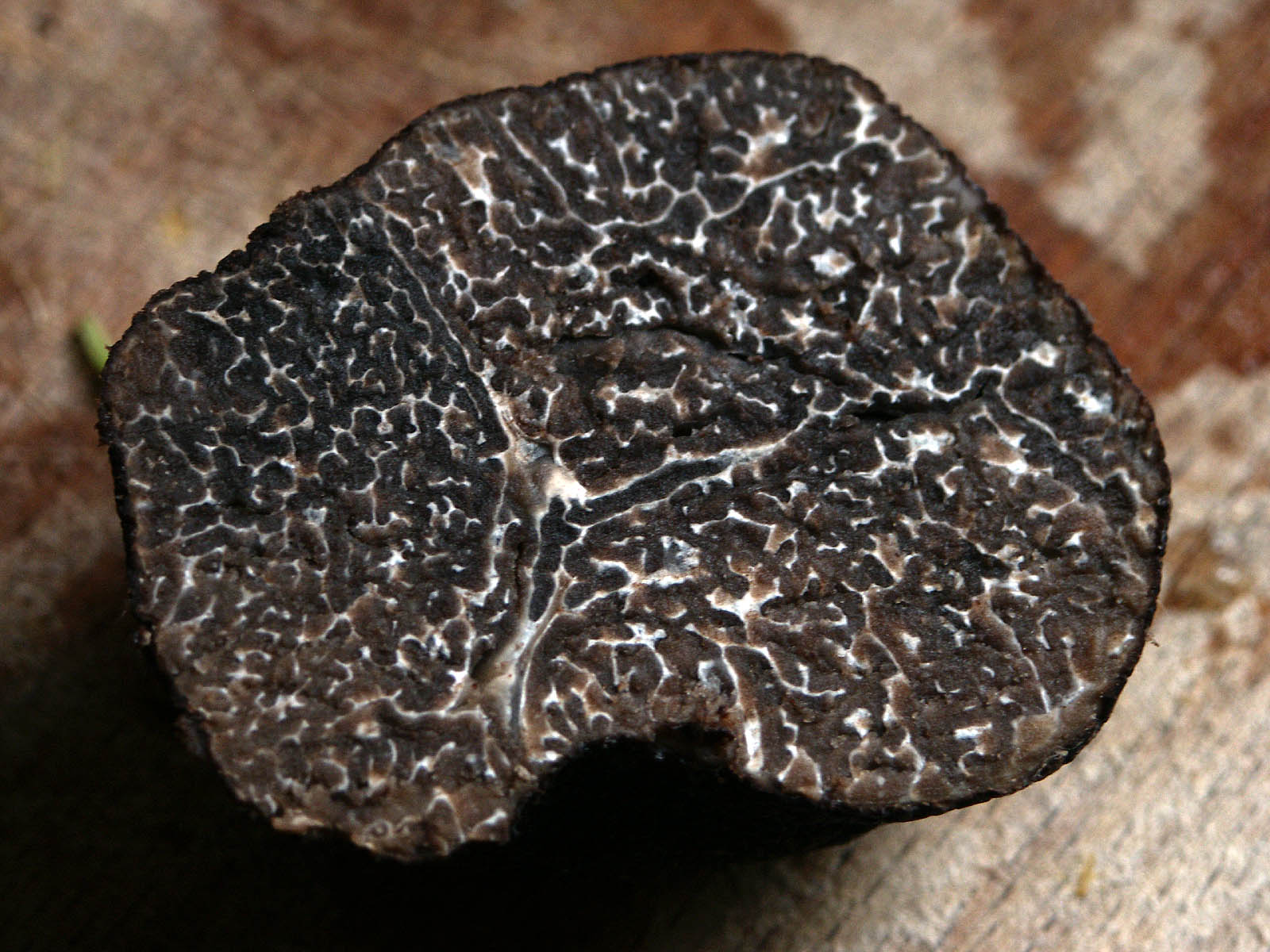
Delad svart Périgordtryffel (Tuber melanosporum)

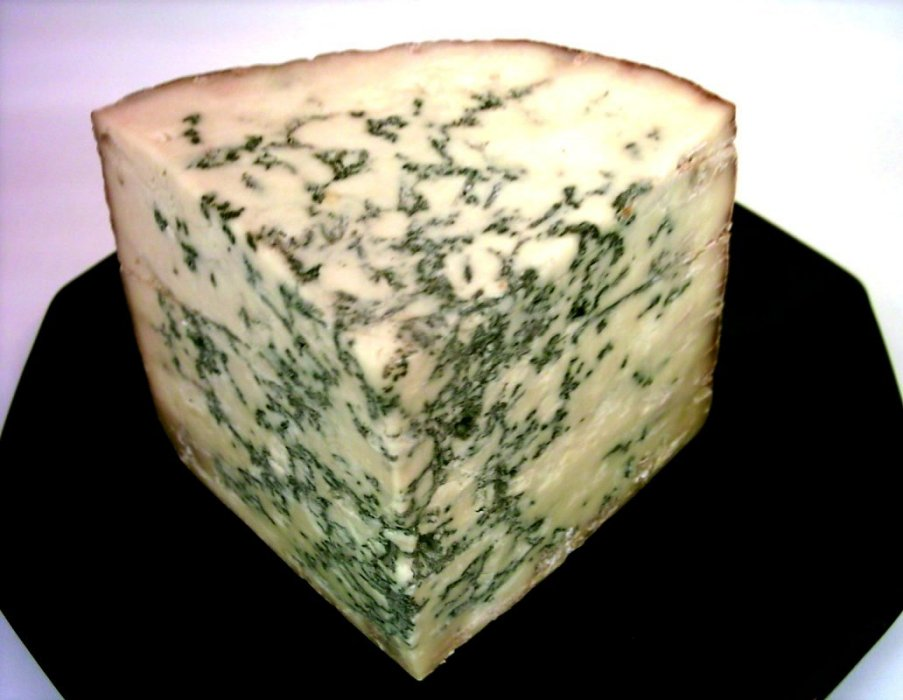
Stiltonost med Penicillium roqueforti.

Många svamparter är kända och uppskattade födoämnen. Till dessa hör icke odlingsbara arter, som stensopp, kantarell och tryffelsvamp, men även kulturarter och sorter av champinjon, shiitake och ostronmussling. Vid plockning av vildsvamp krävs mycket stor noggrannhet, för att inte riskera förgiftning från giftsvampar. Dessutom bör beaktas att tungmetaller tas upp och anrikas av svampar, vilket leder till att fruktkropparna hos vilda svampar kan innehålla skadligt höga halter av sådana. Som viktigaste förutsättning för svampplockning gäller grundläggande kännedom om mat- och giftsvampar. Många svamparter innehåller hemolysiner eller värmelabila gifter, som förstörs vid upphettning. Endast vissa matsvampar, som stensoppar, kan utan risk även förtäras råa. 
De flesta matsvamparna tillhör hattsvamparna. Relativt få matsvampar, däribland murklor och tryffelsvamp hör till sporsäcksvamparna (Ascomycota).
Det första skriftliga belägget för svamp som föda i Sverige är från den 10 juli 1636 då man vid hovet noterade att man åt "riskor", men bland folket sågs svamp länge otjänlig som föda. Inte ens under nödåren på 1860-talet, när många svenskar emigrerade till USA på grund av matbrist, sågs svamp som acceptabel föda. Hushållningssällskapen och länsstyrelserna hade ambulerande utbildare som åkte runt för att lära folk, men utan större framgång. Enligt vissa utsagor åt man hellre löv, stövlar och hästexkrement än svamp. Även sågspån föredrogs framför svamp.

### Betydelse för alkoholdrycker och mjölkprodukter
Av de encelliga svamparna är vin-, öl- och bakjästerna de mest välbekanta nyttosvamparna. 
Vid vinframställning spelar mycelsvampen Botrytis cinerea en viktig roll. Den alstrar vid höstligt kylfuktigt väder hos bären en fullmognad, som gör att bärskalet blir perforerat. Det utströmmande vattnet gör att sockerkoncentrationen i bären stiger. 
Många svamparter spelar även en betydande roll vid mognadsprocessen för mjölkprodukter, särskilt surmjölkprodukter och ost.

### Svampar inom medicinen
Svampar har traditionellt använts som läkemedel och även inom den moderna medicinska vetenskapen spelar svampar stor roll. Å andra sidan angriper svampar också människor och framkallar svampsjukdomar hos dem.
I den nuvarande Folkrepubliken Kina är talrika storsvampar sedan århundraden en beståndsdel i traditionell kinesisk medicin. Shiitakesvampen (Lentinula edodes) gällde redan under Mingdynastin (1368-1644) som livselixir, som skulle bota förkylningar, uppliva blodflödet och förbättra uthållighet. Lacktickan (Ganoderma lucidum) är känd som "ling-zhi" eller "reishi"; den ska vara ett särskilt verksamt stärkande medel. Igelkottstaggsvamp (Hericium erinaceus) rekommenderas vid magsjukdomar. Den europeiska lärktickan (Laricifomes officinalis) är eftersökt och högt skattad som läkemedel. Dess verksamma beståndsdel är agaricinsyra, som verkar starkt avförande och ger den mycket bittra smaken.
Bland moderna mediciner som är baserade på svampar återfinns antibiotikumet penicillin. 
Hud- och nagelsvamp är antagligen de mest kända svampsjukdomarna hos människor, men flera ytterligare exempel finns:
- Pityriasis versicolor
- Candida albicans: oftast en harmlös medboende, sjukdom endast vid svagt immunförsvar. AIDS patienter kan avlida av Candidainfektion.
- Aspergillus-arter, till exempel A. fumigatus som den vanligaste alstraren av aspergillos, en lungsjukdom
- Cryptococcus neoformans som alstrare av kryptokockos
- Rhizopus, ett fykomyceter-släkte, alstrare av mucormykos
- Coccidioides immitis, som framförallt i USA:s sydstater, i Mexiko och Argentina framkallar coccidioidomykos
- Histoplasma capsulatum, endoparasit hos den retikuloendoteliala vävnaden och alstrare av histoplasmos

Som motmedel insätts antimykotika. Det är mediciner som används vid lokala svampangrepp på hud eller slemhinnor eller systemiska svampinfektioner.

### Psykedeliska svampar

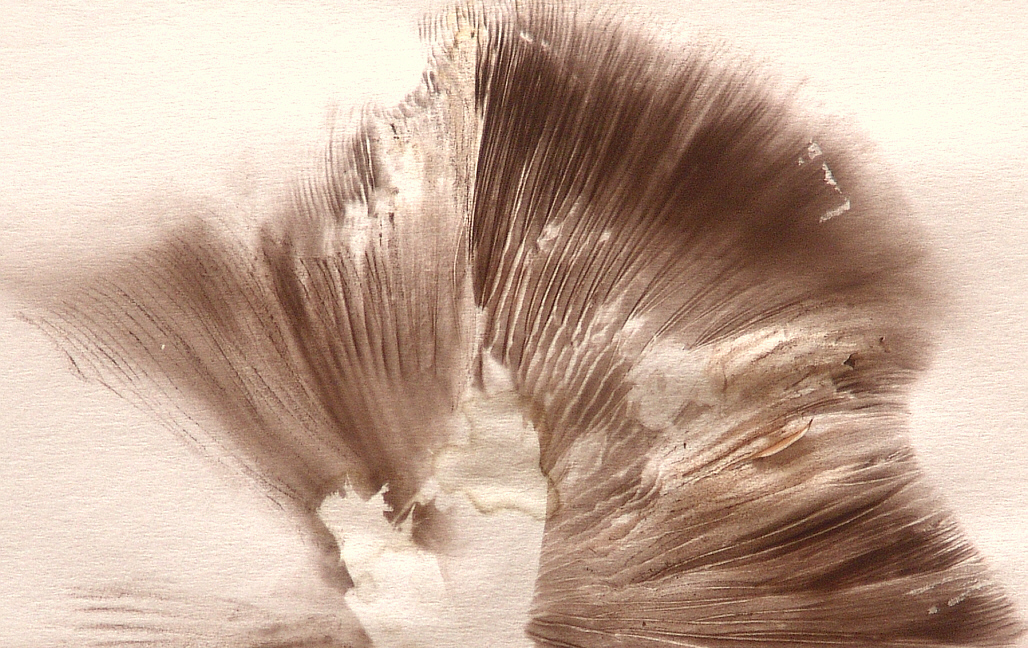
Utfallna sporer från en svamp, som låg över natten med lamellsidan nedåt på ett pappersblad.

Beteckningarna  psykedeliska svampar och magiska svampar används om svampar som innehåller hallucinogena ämnen (vanligen psilocybin och/eller psilocin). Till dessa hör amerikanska arter som Psilocybe cubensis och Psilocybe mexicana, men också europeiska arter, framförallt från släktet slätskivlingar (Psilocybe). Bland de europeiska arterna så är förmodligen toppslätskivlingen den vidast använda. Deras verkan beskrivs som liknande verkan hos LSD. Användandet av psykedeliska svampar kan ge allvarliga symtom vid konsumtion av flertalet svampar. Till dessa symtom hör bland annat takykardi – patologiskt hög hjärtfrekvens. Bruket av sådana svampar har än i dag rituell/religiös betydelse hos många folkgrupper.

### Andra användningsområden
Fnösktickan  (Fomes fomentarius), en vitrötesvamp som växer som trädskadegörare framförallt i bokar och björkar, användes tidigare som eldframställare: Det inre av fruktkropparna, som växer konsolartat ut ur trädstammarna, kokas, torkas, mörbultas, dränks i kaliumnitratlösning och torkas igen. Det fnöske som på så sätt erhålls kan antändas genom gnistor. 
Genom blotta kokandet, torkandet och mörbultandet kan även ett material som liknar filt utvinnas ur det inre av fruktkropparna. Detta kan användas till framställning av olika nödvändighetsartiklar (mössor, väskor och liknande). 
De oansenliga svamparna i släktet Strobilurus väcker uppseende i fackvärlden, eftersom man i dem har upptäckt strobilurin, vars syntetiska avkomlingar efter några få år erövrade en marknadsandel på omkring 20 procent av världsmarknaden för fungicider.